# Lucio Funisulano Vettoniano
Lucio Funisulano Vettoniano (fl. I secolo) è stato un generale e senatore romano durante il regno degli imperatori Flaviani. Fu suffetto console nel nundinium di settembre-ottobre 78 con Quinto Corellius Rufus come collega.

## Biografia
Vettoniano ebbe un infausto inizio di carriera, come tresviri capitali, una delle magistrature che comprendeva i vigintiviri. Questa era la carica meno desiderabile dei quattro, per gli uomini che ricoprivano quella carica raramente avevano una carriera di successo: Anthony Birley riuscì a trovare solo cinque capoluoghi tresviri che poi diventarono governatori di province consolari imperiali. In seguito gli fu commissionata una tribuna militare con Legio VI Victrix, poi di stanza nella città di Legio (l'odierna León) in Hispania Tarraconensis. Dopo aver prestato servizio come questore in Sicilia, accettò un altro incarico come tribuno militare con Legio IV Scythica nel 62 d.C., di stanza a Zeugma in Siria. A un certo punto Vettoniano si trovò a comandare la legione sotto la guida di Lucio Cesenio Paetus nella guerra romano-partica del 58-63. La legione, tuttavia, fu sconfitta nella battaglia di Rhandeia e subì il disonore.
Le successive cariche che Vettoniano ricopriva erano di tipo civile: prefetto dell'aerarium Saturni (o della tesoreria), curatore della via Emilia, e curatore aequarum (o gestore dell'acquedotto). Tutti questi incarichi sono stati ovviamente ricoperti dopo la morte di Nerone, a riprova della sua riabilitazione da parte di Vespasiano del disonore di Rhandeia. La prefettura dell'aerarium Saturni potrebbe essere datata con precisione al 74-76, ma la data del resto pone un problema. Mentre la prefettura poteva essere tenuta da un ex pretore, e quindi prima che Vettoniano fosse suffetto console, la curatela delle strade era più spesso tenuta dopo il consolato, e quella dell'approvvigionamento idrico lo era sempre stata; ma l'iscrizione li raggruppava, come se Vettoniano li tenesse prima di entrare nel consolato. Può darsi che, come posizioni simili, avesse senso raggrupparle nell'iscrizione, o che Vettoniano fosse curatore aggiunto aequarum all'uomo che di solito si considerava il suo predecessore, Manius Acilius Aviola.
Dopo il suo nundinium come console suffetto, Vettoniano fu nominato governatore della Dalmazia nel 79, e ricoprì l'incarico fino all'84, la prima di diverse province imperiali che tenne ininterrottamente. Successivamente fu governatore della Pannonia nel 85/86, poi da un punto prima del 5 settembre 85 governò Moesia Superior fino all'88. Mentre governatore di Moesia Superior, Vettonianus partecipò alle guerre daciane con tale valore che gli fu assegnata la donazione militare appropriata per un ex-console.
Vettoniano ha chiuso la sua carriera con il proconsolato dell'Africa nel 91-92. È stato anche nominato sacerdote nei sodales Augustales, ma è stato poi promosso al septemviri epulonum prima della sua morte.
La tomba di Vettoniano fu eretta sulla via Latina. Tra i suoi possibili discendenti vi sono Tito Pomponio Antistianus Funisulanus Vettonianus, console suffetto nell'anno 121, e Funisulana Vettulla, moglie di Gaio Tettius Africanus Cassianus Priscus, prefetto d'Egitto.